# ميخائيل جاي د. باول
ميخائيل جاي د. باول (بالإنجليزية: Michael J. D. Powell)‏ هو رياضياتي وأستاذ جامعي بريطاني، ولد في 29 يوليو 1936 في لندن في المملكة المتحدة، وتوفي في 19 أبريل 2015.